# Thorey-sous-Charny
Thorey-sous-Charny è un comune francese di 193 abitanti situato nel dipartimento della Côte-d'Or nella regione della Borgogna-Franca Contea.

## Società

### Evoluzione demografica
Abitanti censiti